# Јунион Гроув (Висконсин)
Јунион Гроув (енгл. Union Grove) град је у америчкој савезној држави Висконсин.

## Демографија
По попису из 2010. године број становника је 4.915, што је 593 (13,7%) становника више него 2000. године.
| Група             | 2000.         | 2010.         |
| Белци             | 4.134 (95,7%) | 4.625 (94,1%) |
| Афроамериканци    | 12 (0,3%)     | 27 (0,5%)     |
| Азијати           | 31 (0,7%)     | 30 (0,6%)     |
| Хиспаноамериканци | 102 (2,4%)    | 158 (3,2%)    |
| Укупно            | 4.322         | 4.915         |